# Biochanina
Biochanin A es una isoflavona O-metilado. Es un compuesto orgánico natural en la clase de fitoquímicos conocidos como flavonoides. Biocanina A se puede encontrar en el trébol rojo, en la soja, en los brotes de alfalfa, en los cacahuetes, en el garbanzo (Cicer arietinum) y en otras legumbres.
Biocanina A está clasificada como un fitoestrógeno y tiene beneficios putativos en la dieta de profilaxis del cáncer. También se ha encontrado que inhibe el ácido graso de hidrolasa de amida y para actuar como agonista de PPARgamma, receptor nuclear que es diana farmacológica actual para el tratamiento de la diabetes tipo 2.

## Metabolismo
La enzima biocanina-A reductasa utiliza dihydrobiochanin A y NADP + para producir biocanina A, NADPH y H+.